# Campi Salentina
Campi Salentina város (közigazgatásilag comune) Olaszország Puglia régiójában, Lecce megyében.

## Fekvése
A Salentói-félszigeten fekszik. Leccétől északnyugatra. 

## Története
A vidéket már a rómaiak idején lakták erre utal a számos feltárt régészéti emlék, amelyek közül a legjelentősebb egy Aphrodité szentély romjai. A vidék kis falvait 926-ban a szaracénok pusztították el, s az elmenekült lakosság ekkor alapította meg a mai települést. A következő századokban a leccei püspök, majd helyi nemesi családok feuduma volt. A 18-19. században Dél-Apulia egyik jelentős vásárközpontja volt, ahol a gabonaelosztást is végezték. Önálló községgé a 19. század elején vált, amikor a Nápolyi Királyságban felszámolták a feudalizmust. A 20. század második felében a Sacra Corona Unita bűnszövetkezet egyik fellegvára lett. 

## Népessége
A lakosság számának alakulása:

## Főbb látnivalói
- Santa Maria delle Grazie-templom – 16-18. században épült.
- Sprito Santo-templom – 17. században épült.
- Santa Maria del Carmine-templom – 16. században épült karmelita szerzetesek számára.
- San Giuseppe Patriarca-templom – 15-17. században épült
- Sant’Oronzo-templom – 15-17. századi.
- Sant’Antonio di Padova-templom – 17. században épült.
- San Leonardo-templom – 17. században épült.
- San Rocco.templom – 17. században épült.
- Santa Filomena-templom – 17. században épült.
- San Pietro-templom – 15. században épült.
- Sacri Cuori-templom – 17. században épült.
- Santo Stefano-templom – 17. században épült.
- Az egykori Stauf-vár, később a Maremonti család palotája (13-17. század).
- Palazzo Leccisi (15-17. század)